# Systenus beatae
Systenus beatae är en tvåvingeart som beskrevs av Stefan Naglis 2000. Systenus beatae ingår i släktet Systenus och familjen styltflugor. Inga underarter finns listade i Catalogue of Life.